# 岩﨑一生
岩﨑 一生（いわさき かずお、1935年 - ）は、日本の法学者・仲裁人。専門は国際私法。名古屋大学名誉教授。立命館大学教授、名古屋大学教授、ニューヨーク大学・ロー・スクールフルブライト上級研究員、モナシュ大学客員教授等を歴任。

## 人物・経歴
熊本県熊本市出身。熊本県立熊本高等学校を経て、1959年一橋大学法学部卒業、三井金属鉱業株式会社入社。
京セラ株式会社、ネッスル日本株式会社を経て、1979年愛媛大学法文学部助教授。1981年から1982年までニューヨーク大学・ロー・スクールフルブライト上級研究員。1985年から1986年までモナシュ大学法科大学院客員教授。1985年愛媛大学法文学部教授。1988年立命館大学国際関係学部教授。1992年名古屋大学大学院国際開発研究科教授。1999年名古屋大学定年退職、名古屋大学名誉教授、名古屋経済大学大学院法学研究科教授。2009年名古屋経済大学名誉教授。
英文契約実務から始め、国際取引法の研究を行った。米国仲裁協会国際仲裁委員、日本海運集会所海事仲裁人、日本商事仲裁協会仲裁人、同調停人、日本仲裁人協会理事、同評議員、日本海法学会監事、南山大学オーストラリア研究センター非常勤研究員等も務めた。

## 著書
- 『英国動産売買法』海事研究所 1961年
- 『商事法の現代的課題 : 喜多了祐先生退官記念論文集』（共著）中央経済社 1985年
- 『英文契約書 : 作成の理論と実務』同文館出版 1969年、新版1981年、全訂新版1998年
- 『国際取引法要説』同文館出版 1990年
- 『和英活用国際法務用語辞典』同文館出版 1991年
- 『判例から学ぶ仲裁』（谷本裕範と共編著）日本海運集会所 1993年
- "Dispute Resolution in Asia"（共著）Kluwer Law International 1997年
- "Arbitration Procedures in Asia"Sweet & Maxwell Asia 1999年、2nd Ed.2002年、Third Ed.2007年
- 『日本における電子取引発展の課題』（久保田隆と共編）名古屋大学大学院国際開発研究科 2000年